# 巴西地理

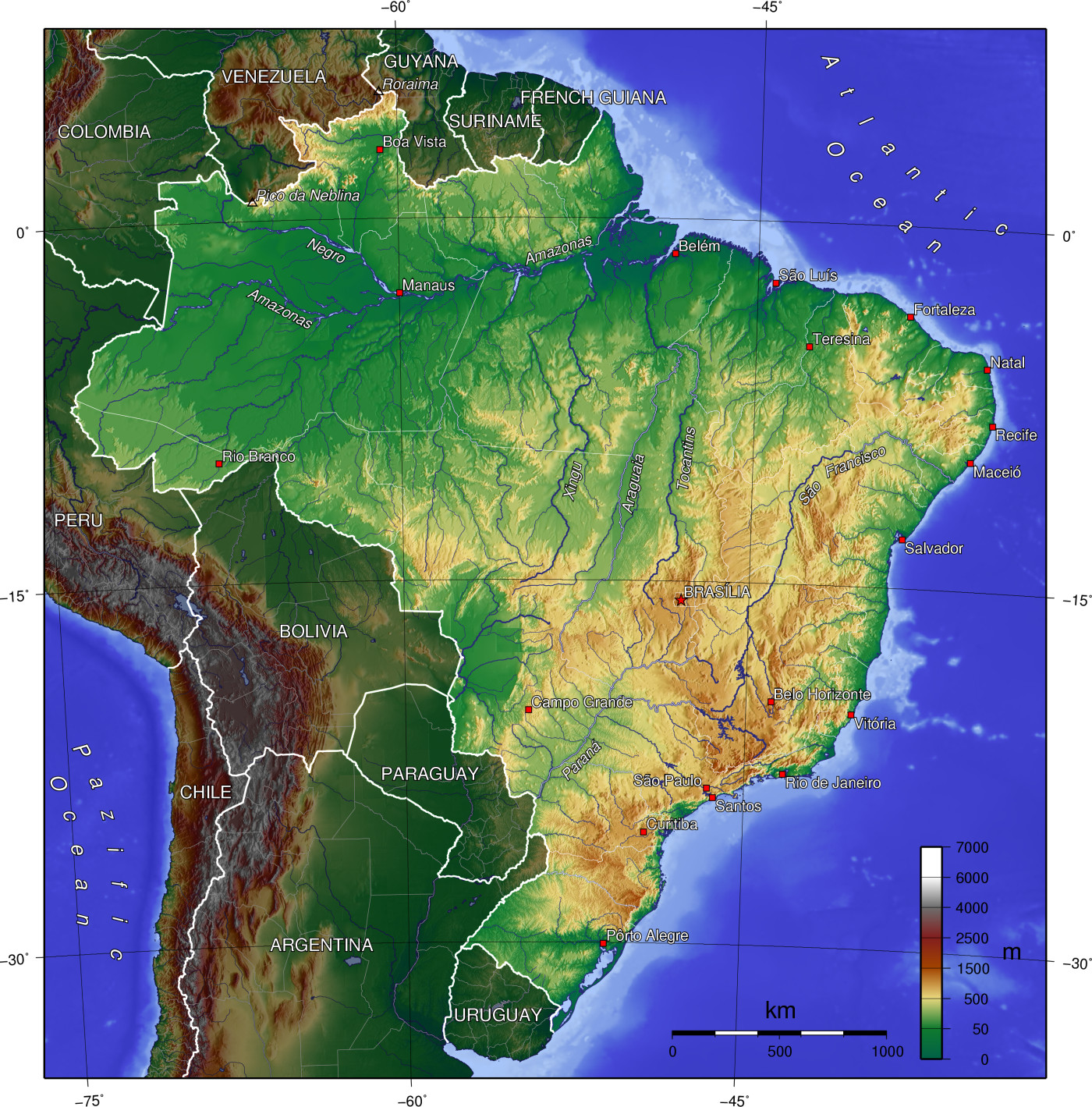
巴西地形圖

巴西是南美洲最大的国家，其土地面积占了南美的近一半，面积为8,456,510平方公里，居世界第五位。巴西的最高點是内布利纳峰，海拔2994米。巴西與阿根廷、玻利維亞、哥倫比亚、法属圭亚那、圭亚那、巴拉圭、秘魯、苏里南和委內瑞拉陸上接壤。世界流量最大的河流亚马逊河流經巴西。巴西還擁有世界最大的熱帶雨林亞馬遜雨林。
巴西的河流按流域面积排列，为：
1. Amazon，亚马逊河，流域面积为367.26万平方公里。占该国面积43.1%。(这里，亚马逊河流域不包括帕拉河，流域面积为588.34万。但帕拉河也可视为亚马逊河流域的一部分，流域面积为688.66万。帕拉河流域包含以下河流：Anapu（阿纳普河），Tocantins（托坎廷斯河），Guamá（瓜马河）等。)
2. La Plata，拉普拉塔河，流域面积为137.93万平方公里。
3. Pará，帕拉河，流域面积为100.32万平方公里。
4. Sao Francisco，圣弗兰西斯科河，流域面积为64.1万平方公里。
5. Parnaíba，巴纳伊巴河，流域面积为34.41万平方公里。
6. Patos-Mirim，帕托斯-米林澙湖，17.04万平方公里。
7. Mearim-Pindaré，梅阿林-平达雷河，流域面积为9.47万平方公里。
8. Doce，多西河，流域面积为8.61万平方公里。
9. Jaguaribe，雅瓜里比河，流域面积为7.57万平方公里。
10. Jequitinhonha，热基蒂尼奥尼亚河，流域面积为6.85万平方公里。
11. Paraíba do Sul，南帕拉伊巴河，流域面积为5.8万平方公里。
12. De Contas，孔塔斯河，流域面积为5.65万平方公里。
13. Paraguazú，帕拉瓜苏河，流域面积为5.49万平方公里。
14. Itapecuru，伊塔皮库鲁河，流域面积为5.4万平方公里。
15. Araguari AP，阿拉瓜里河，4.27万平方公里。
16. Inhambupe，伊尼扬布皮河，流域面积为4万平方公里。
17. Itapicuru，伊塔皮库鲁河，流域面积为3.76万平方公里。
18. Gurupi，古鲁皮河，流域面积为3.23万平方公里。
19. Pardo BA，帕尔杜河，3.23万平方公里。
20. Ribeira de Iguape，里贝拉-伊瓜佩河，流域面积为2.83万平方公里。
21. Piranhas，皮拉尼亚斯河，流域面积为2.29万平方公里。
22. Paraíba，帕拉伊巴河，流域面积为2.01万平方公里。
23. Mucuri，穆库里河，流域面积为1.67万平方公里。
24. Itaunas，伊陶纳斯河，流域面积为1.54万平方公里。
25. Vaza-Barris，瓦扎巴里斯河，流域面积为1.53万平方公里。
26. Acaraú，阿卡拉乌河，流域面积为1.45万平方公里。
27. Sao Mateus，圣马特乌斯河，流域面积为1.35万平方公里。

## 扩展阅读
- 巴西 （页面存档备份，存于）